# コンスタンサ・デ・シシリア
コンスタンサ・デ・シシリア（スペイン語：Constanza de Sicilia, 1249年 - 1302年4月9日）は、シチリア王マンフレーディとサヴォイア家出身の王妃ベアトリーチェの娘。1262年にアラゴン王ペドロ3世と結婚し、シチリアの晩祷事件以降シチリア共同君主となる。イタリア語名はコスタンツァ・ディ・シチーリア（Costanza di Sicilia）。

## 経歴
1249年にシチリア島東部の都市カターニアに誕生した。年代記作家ラモン・ムンタネー（Ramon Muntaner, 1265年 - 1336年）によると、1262年7月5日モンペリエにて14歳のコンスタンサは、アラゴン王ハイメ1世征服王と妻ビオランテ・デ・ウングリアの長男ペドロ3世と結婚した。
父マンフレーディは、神聖ローマ皇帝フリードリヒ2世の嫡出子コンラート4世（1228年 - 1254年）の遺児コッラディーノが成人になるまでシチリア王の摂政を命じられたに過ぎなかったが、教皇の反対を抑えて1257年までに王国全土をほぼ支配下に置いていた。バイエルンにいたコッラディーノが死去したという噂に乗じて、1258年にパレルモ大聖堂にてシチリア王として戴冠した。教皇ウルバヌス4世はホーエンシュタウフェン家の支配を封じるため、1263年にフランス王ルイ9世の弟シャルル・ダンジュー（アンジュー家のカルロ1世）をシチリア王とした。
1266年、父マンフレーディが南イタリアのベネヴェント近郊にてシャルル・ダンジューとの戦いに敗れ、シチリア支配権だけでなく命を奪われると（ベネヴェントの戦い）、ラウリア家、ランチア家、プロチダ家などのシチリアの有力な家柄がアラゴン王国へと亡命した。
シチリア王位を継承したコンラート4世の息子コッラディーノ（1252年 - 1268年）もシャルル・ダンジューとの戦いに敗れ、ナポリで斬首されたことにより、ホーエンシュタウフェン家の唯一の男系子孫となったコンスタンサは、シチリア王国奪還を目指して夫ペドロ3世を後押しした。
ペドロ3世はまず1281年、アンジュー家支配に不満を持つ貴族に対し、イスラム地域チュニジア攻略のため十字軍への参加を募り、教皇マルティヌス4世から支援を受けることなく、翌1282年6月にバルバリアに上陸した。1282年春のシチリアの晩祷事件に乗じて、コンスタンサはシチリア人に介入するよう夫ペドロを導いた。ペドロはこれを承諾し、8月にはシチリアの港湾都市トラーパニに600人の兵士、8000人の歩兵隊と共に上陸した。7月25日にメッシーナを包囲していたシャルル・ダンジューは、アラゴン兵上陸後のトラーパニの攻撃を試みるも無益に終わり、撤退した（シチリア晩祷戦争）。ペドロ3世はそれから間もなくシチリア全島征服を達成し、ペドロ3世とコンスタンサ夫妻は1282年8月30日、パレルモにてシチリア王位を宣言した。
1283年、教皇マルティヌス4世が夫ペドロを破門し、アラゴン王国の王座を失効したという通告を受けて、バルセロナへと帰還する際、ペドロは妻コンスタンサにシチリア王国の統治を委任した。
1285年の夫の死後も、コンスタンサは次男ハイメにアラゴン王国支配を任せ、代わりにシチリア王国の統治を続けた。
長男アルフォンソ3世（1265年 - 1291年）が独身のまま死去した後、1296年にアラゴン王位を継いだハイメ2世はシチリア王位を弟フェデリーコに就けた。1297年にはアンジュー家のナポリ王カルロ2世と講和条約を結び、コンスタンサの娘ヨランダは同年3月にナポリ王子ロベルトと結婚した。コンスタンサはアラゴン王国へと帰還し、晩年をバルセロナのサンタ・クララ修道院にて過ごした。
1302年4月9日にバルセロナにて没し、バルセロナのサン・フランシスコ修道院に埋葬された。

## 子女
ペドロ3世との間に4男2女を儲けた。
- アルフォンソ3世（1265年 - 1291年） - アラゴン王
- ハイメ2世（1267年 - 1327年） - シチリア王、のちアラゴン王
- イサベル（1271年 - 1336年） - ポルトガル王ディニス1世と結婚、のち列聖
- フェデリーコ2世（1272年 - 1337年） - シチリア王
- ヨランダ（ビオランテ）（1273年 - 1302年） - ナポリ王ロベルトと結婚
- ペドロ（1275年 - 1296年）